# Aldaia (kommun)
Aldaia är en kommun i Spanien.   Den ligger i provinsen Província de València och regionen Valencia, i den östra delen av landet, 300 km öster om huvudstaden Madrid. Antalet invånare är 30 874. Arean är 16,1 kvadratkilometer. Aldaia gränsar till Alaquàs, Chiva, Quart de Poblet, Torrent och Xirivella. 
Terrängen i Aldaia är platt.